# (4330) Vivaldi
(4330) Vivaldi – planetoida z grupy pasa głównego asteroid okrążająca Słońce w ciągu 3,36 lat w średniej odległości 2,24 j.a. Odkrył ją 19 października 1982 roku Freimut Börngen w Obserwatorium Karla Schwarzschilda w Tautenburgu. Nazwa planetoidy pochodzi od Antonia Vivaldiego (1680–1743), włoskiego skrzypka i kompozytora barokowego. Przed jej nadaniem planetoida nosiła oznaczenie tymczasowe (4330) 1982 UJ3.